# Jana Fettová
Jana Fettová (* 2. listopadu 1996 Záhřeb) je chorvatská profesionální tenistka. Ve své dosavadní kariéře na okruhu WTA Tour nevyhrála žádný turnaj. V rámci okruhu ITF získala devět titulů ve dvouhře a pět ve čtyřhře.
Na žebříčku WTA byla ve dvouhře nejvýše klasifikována v říjnu 2017 na 97. místě a ve čtyřhře pak v květnu 2018 na 348. místě. Trénuje ji bývalý chorvatský tenista Goran Prpić.
V chorvatském týmu Billie Jean King Cupu debutovala v roce 2019 bathskou 1. skupinou zóny Evropy a Afriky, v níž vyhrála s Jurakovou čtyřhru nad Turkyněmi a prohrála dvouhry s Gruzínkou Gorgodzeovou i Srbkou Danilovićovou. Do září 2025 v soutěži nastoupila k sedmi mezistátním utkáním s bilancí 0–6 ve dvouhře a 2–0 ve čtyřhře.

## Tenisová kariéra
V juniorském tenisu odešla poražena z finále dvouhry Australian Open 2014, kde ji zdolala ruská juniorka Jelizaveta Kuličkovová.
V rámci hlavních soutěží událostí okruhu ITF debutovala v březnu 2013, když na turnaj v turecké Antalyi s dotací 10 tisíc dolarů postoupila z kvalifikace. V úvodním kole podlehla Rakušance Tině Schiechtlové. Premiérový singlový titul v této úrovni tenisu vybojovala v srpnu 2016 na ostravské události s rozpočtem deset tisíc dolarů. Ve finále přehrála Češku Lenku Kunčíkovou ve dvou setech. Na tojotském Dunlop World Challenge 2015 s dotací 75 tisíc dolarů v závěrečném duelu dvouhry zdolala Thajku Luksiku Kumkhumovou. Průlom do elitní světové stovky žebříčku WTA dvouhry zaznamenala v jeho vydání z 18. září 2017, když se posunula ze 123. na 99. místo..
V singlu okruhu WTA Tour debutovala na lednovém Hobart International 2017, kde prošla kvalifikačním sítem. Cestou do prvního semifinále na její raketě postupně dohrály sedmá nasazená Kristina Mladenovicová, Američanka Sachia Vickeryová a nizozemská turnajová jednička Kiki Bertensová. Mezi poslední čtveřicí hráček pak nenašla recept na pozdější belgickou vítězku Elise Mertensovou. Na zářijovém Japan Women's Open pak postoupila do druhého kariérního semifinále. Na úvod opět zdolala hráčku elitní světové dvacítky a nejvýše nasazenou Mladenovicovou. Před branami finále ji zastavila Japonka Miju Katová, proti níž neproměnila mečbol.
Debut v hlavní soutěži nejvyšší grandslamové kategorie přišel v ženském singlu Australian Open 2018, kde v roce 2016 nastoupila vůbec poprvé do kvalifikace Grand Slamu. V úvodním kole dvouhry zdolala Japonku Misu Egučiovou, aby se poté ocitla blízko vítězství proti dánské světové dvojce Caroline Wozniacké. V rozhodujícím setu 119. hráčka žebříčku vedla již 5–1 na gamy, ovšem nedokázala zužitkovat ani jeden ze dvou mečbolů. Dánka průběh otočila, když získala šest her v řadě a postoupila po výsledku třetího dějství 7–5.

## Finále série WTA 125

### Dvouhra: 1 (0–1)
| Legenda       |
| ------------- |
| WTA 125 (0–1) |

| Stav       | č. | datum         | turnaj                 | povrch    | soupeřka ve finále | výsledek |
| ---------- | -- | ------------- | ---------------------- | --------- | ------------------ | -------- |
| Finalistka | 1. | listopad 2023 | Midland, Spojené státy | tvrdý (h) | Anna Kalinská      | 5–7, 4–6 |

## Tituly na okruhu ITF
| Legenda         | Legenda         |
| --------------- | --------------- |
| Turnaje W100    | Turnaje W80     |
| Turnaje W75/W60 | Turnaje W50     |
| Turnaje W35/W25 | Turnaje W15/W10 |

### Dvouhra (9 titulů)
| Č. | datum         | turnaj                           | kategorie | povrch      | soupeřka ve finále           | výsledek         |
| -- | ------------- | -------------------------------- | --------- | ----------- | ---------------------------- | ---------------- |
| 1. | srpen 2014    | Ostrava, Česko                   | W10       | antuka      | Lenka Kunčíková              | 6–4, 6–3         |
| 2. | prosinec 2014 | Istanbul, Turecko                | W10       | tvrdý (h)   | Olga Jančuková               | 6–2, 6–4         |
| 3. | duben 2015    | Dijon, Francie                   | W15       | tvrdý (h)   | Marianna Zakarljuková        | 6–3, 6–4         |
| 4. | listopad 2015 | Loughborough, Spojené království | W15       | tvrdý (h)   | Cristiana Ferrandová         | 6–2, 6–1         |
| 5. | listopad 2015 | Tojota, Japonsko                 | W75       | koberec (h) | Luksika Kumkhumová           | 6–4, 4–6, 6–4    |
| 6. | říjen 2022    | Trnava, Slovensko                | W25       | tvrdý (h)   | Natália Szabaninová          | 6–3, 6–2         |
| 7. | srpen 2023    | Vigo, Španělsko                  | W25       | tvrdý       | Lesley Pattinama Kerkhoveová | 6–7(5), 6–3, 6–1 |
| 8. | duben 2024    | Split, Chorvatsko                | W75       | antuka      | İpek Özová                   | 6–0, 6–4         |
| 9. | duben 2024    | Oerias, Portugalsko              | W100      | antuka      | Panna Udvardyová             | 6–0, 6–2         |

### Čtyřhra (5 titulů)
| Č. | datum         | turnaj               | kategorie | povrch    | spoluhráčka             | soupeřky ve finále                        | výsledek               |
| -- | ------------- | -------------------- | --------- | --------- | ----------------------- | ----------------------------------------- | ---------------------- |
| 1. | březen 2014   | Šarm aš-Šajch, Egypt | W10       | tvrdý     | Oleksandra Korašviliová | Ola Abou Zekryová Majar Šarífová          | 6–4, 7–5               |
| 2. | srpen 2014    | Vinkovci, Chorvatsko | W10       | antuka    | Adrijana Lekajová       | Lilla Barzová Ágnes Buktová               | 6–3, 7–5               |
| 3. | prosinec 2014 | Istanbul, Turecko    | W10       | tvrdý (h) | Adrijana Lekajová       | Ayla Aksuová İpek Soyluová                | 6–3, 6–4               |
| 4. | říjen 2016    | Hamamacu, Japonsko   | W25       | koberec   | Ajaka Okunová           | Sü Ťie-jü Justyna Jegiołková              | 4–6, 7–6(7–5), [12–10] |
| 5. | květen 2019   | Monzón, Španělsko    | W25       | tvrdý     | Dalma Gálfiová          | Despina Papamichailová Nina Stojanovićová | 7–6(7–2), 6–2          |

## Finále na juniorce Grand Slamu

### Dvouhra juniorek: 4 (2–2)
| Stav       | rok  | turnaj          | povrch | soupeřka ve finále     | výsledek |
| ---------- | ---- | --------------- | ------ | ---------------------- | -------- |
| Finalistka | 2014 | Australian Open | tvrdý  | Jelizaveta Kuličkovová | 2–6, 1–6 |